# Hesiod

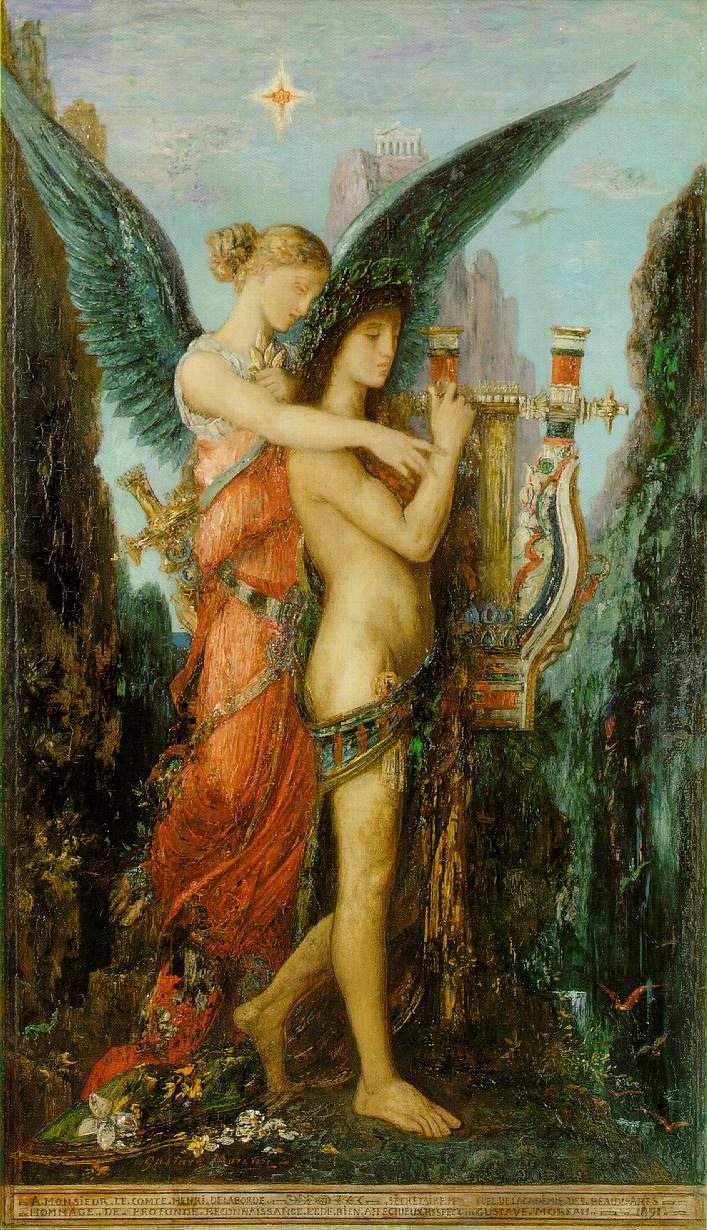
Hesiod și zeița - Gustave Moreau

Hesiod (greacă: Ἡσίοδος) (aprox. sec. al VIII-lea î.Hr., Beoția) a fost un poet epic grec, considerat a fi, după Homer, cel mai vechi scriitor al Greciei. Este autorul poemului genealogic „Teogonia”, consacrat panteonului divinităților elene, folosind tiparul mitului și noțiunea vârstelor. 
Tot lui îi aparține și poemul didactic „Munci și zile”, opera pătrunsă de poezia sinceră a naturii, calendar pentru agricultori și navigație, cu prețioase indicații.

## Viața și destinul literar
Hesiod era un agricultor, un poet-țăran, un om obișnuit cu viața aspră, pătruns de o mare stimă față de muncă, dotat cu un desăvârșit simț al realului, care vedea viața și oamenii așa cum sunt; un om care nu-și face nicio iluzie asupra realității sociale, dar este convins de triumful final al cinstei, hărniciei și dreptății.
Hesiod este considerat, alături de Homer, părintele poeziei religioase, morale și didactice. În opera sa există referiri la propria biografie: tatăl poetului se stabilise la poalele muntelui Helicon, încercând să se îndeletnicească cu agricultura, în ciuda pământului arid. După moartea tatălui, pierde un proces cu fratele sau Perses, care era nemulțumit de partea primita ca moștenire. Răspunsul său la atacurile fratelui și la hotărârile judecătorilor corupți este poemul „Munci și zile”.
Hesiod deține un loc important în istoria universală a literaturii. Opera sa are o semnificație umanistă de alt ordin decât cel al operei lui Homer; poezia sa nu are strălucirea și dramatismul poeziei homerice, - în schimb are aprimea, simplitatea de expresie a vieții rustice, elogiind omul care luptă cu greutățile vieții obișnuite și munca grea, dar cu roade, a țăranului.

## Opera
Teogonia (Naștere zeilor)
Această lucrare este un poem-catalog, de factură filosofică, despre genealogiile zeilor. În prolog, după invocarea și slăvirea muzelor, poetul enunță subiectul poemului pe care îl va compune sprijinit de acestea. În poem va cânta despre nașterea Cerului și a Pământului, despre zeii cei mai vechi și despre generațiile divine care au urmat.
Munci și zile
Este primul poem didactic despre agricultura. Scopul operei era insuflarea ideii de dreptate, Dreptatea, fiica lui Zeus, care trebuie să călăuzească viața, și cultivarea respectului față de munca grea a truditorilor pământului. Pe lângă sfaturile referitoare la agricultură și la negoț, pe lângă elogiul ritmului unei existențe în concordanță cu natura, două mituri domină opera: mitul Pandorei, plăsmuită de Zeus ca pedeapsă pentru muritorii cărora Prometeu le dăruise focul furat de la zei, și mitul vârstelor. Dupa vârsta de aur din timpul lui Cronos, existența umana cunoscuse declinul prin vârsta de argint, vârsta de bronz, vârsta eroilor, ajungând, în contemporaneitate, la vârsta de fier, departe de fericirea inițială, de temperanță si de armonie.

## Descoperire
Mii de comedii, tragedii și poeme epice grecești și latine, până acum necunoscute, vor fi disponibile ca urmare a analizei cu raze infraroșii a așa-numitelor Papirusuri de la Oxyrhynchus (Oxyrhynchus era o așezare antică aflată la circa 300 de kilometri sud de Alexandria). Printre altele, vor fi recuperate opere ale lui Sofocle, Euripide, Hesiod sau Lucian ori Evanghelii necunoscute. Câteva fragmente din lucrările celor patru autori menționați au fost deja descifrate.